# Molophilus bilyarra
Molophilus bilyarra är en tvåvingeart som beskrevs av Günther Theischinger 1992. Molophilus bilyarra ingår i släktet Molophilus och familjen småharkrankar. Inga underarter finns listade i Catalogue of Life.